# Каплин, Сергей Николаевич
Серге́й Никола́евич Ка́плин (укр. Сергій Миколайович Каплін; род. 15 декабря 1979, Опрышки, Глобинский район, Полтавская область) — украинский политик, народный депутат VII—VIII созывов. Глава «Партии простых людей», переименованной затем в Социал-демократическую. Кандидат в президенты Украины на выборах 2019 года.

## Биография
Родился в селе Опрышки Глобинского района. Отец был ликвидатором аварии на Чернобыльской АЭС, после чего заболел раком и умер.
Окончил Украинский государственный университет пищевых технологий по специальности «Экономика предприятия». В 2011 году поступил в Киевский экономический национальный университет им. В. Гетьмана на юридический факультет.
В 2003—2006 годах исполнительный директор Кременчугского кожевенно-седельного комбината. В 2005—2010 годах директор корпорации «Экологические ресурсы».
Основатель и глава общественной организации «Союз вкладчиков» (2006—2013).
В 2008—2011 годах директор Института проблем воды и энергосбережения.
В 2008—2013 годах С. Каплин — глава основанной им же «Украинской лиги молодых предпринимателей».
В 2022 году защитил диссертацию на соискание степени доктора философии по специальности «Право».

### Политическая деятельность
В 2012 году вступил в партию «УДАР Виталия Кличко». Принимал участие в парламентских выборах 2012 года в мажоритарном округе в г. Полтава как кандидат от «УДАРа» и был избран народным депутатом. В парламенте был членом фракции «УДАР», секретарём парламентского комитета по вопросам национальной безопасности и обороны.
В 2014 году на внеочередных выборах в Верховную раду прошел как кандидат от «Блока Петра Порошенко» в том же самом что и в предыдущие выборы мажоритарном округе в Полтаве. В парламенте был членом депутатской фракции «Блок Петра Порошенко» (до 2016 года), первый заместитель председателя Комитета по вопросам социальной политики, занятости и пенсионного обеспечения.

### Партия Простых Людей
27 января 2015 года Каплин возглавил «Партию простих людей». Пресс-служба народного депутата сообщила, что Каплин занялся формированием команды, с которой он пойдёт на местные выборы. Среди основных задач партии были указаны борьба с олигархами и коррупцией. Хотя Общественным движением "Чесно было замечено что среди членов и спонсоров партии были люди замешанные в коррупционных скандалах, как например Мамоян, и сам лидер партии Каплин в олигархических связах с олигархом из окружения беглого президента Украины Виктора Януковича, Сергеем Лёвочкиным. Также новоиспеченную политическую силу обвинили и в связях с Кремлем.

### Переименование Простых людей в Социал-демократов
6 сентября 2016 года Каплин объявляет о переименовании «Партии простых людей» в «Социал-демократическую партию». Обосновав свое решение тем, что новая партия будет работать в партнерстве с профсоюзами, так как сам народный депутат Каплин является представителем Федерация профсоюзов Украины в Верховной раде. Стоит заметить что это уже третья Социал-демократическая партия на Украине. Существует также Социал-демократическая партия Украины (зарегистрирована в 1993 году) и Социал-демократическая партия Украины объединённая (зарегистрирована в 1996 году).

### БПП
23 февраля 2016 года депутат Верховной Рады Украины Каплин сообщил на своей странице в социальной сети Facebook о выходе из состава депутатской фракции «Блок Петра Порошенко» и из состава коалиции депутатских фракций «Европейская Украина». Нардеп мотивировал свое решение провалом голосования за отставку правительства Арсения Яценюка.
1 ноября 2018 года были введены российские санкции против 322 граждан Украины, включая Каплина.

## Скандалы
14 февраля 2014 года УМВД Украины в Полтавской области возбудила уголовное дело против Каплина по статье 377 Уголовного кодекса Украины. Судья, рассматривавшая дело против активистов Евромайдана в Полтавской области, обратилась в милицию с заявлением, в котором утверждалось, что народный депутат угрожал ей во время процесса. Каплин впоследствии заявил, что никому не угрожал, а лишь призывал судить в соответствии с нормами законодательства.
18 ноября 2014 года в ходе акции протеста, проходившей у здания Полтавского горсовета, Каплин топором вырубил дверь в кабинет городского головы Полтавы Александра Мамая. После проникновения в кабинет городского головы, Каплин осыпал солью помещение. Протестующие требовали скорейшей сдачи дома в эксплуатацию. Народный депутат объяснил свои действия тем, что «от народа ни за какими дверьми никогда не спрячешься» и добавил: «Рубаю окно к Мамаю. Как Пётр I рубил окно в Европу».
18 июля 2017 года Каплин подрался с депутатом Игорем Мосийчуком рядом со зданием Печерского суда Киева. Инцидент произошёл во время митинга, организованного Каплиным против Радикальной партии Олега Ляшко.
20 декабря 2017 года народных депутатов Каплина и Александра Сугоняко возле здания Министерства юстиции задержала полиция. В пресс-службе ведомства заявили, что в здание ворвалась группа из 30 человек, которые сломали замок и повесила на дверях плакат. Было открыто уголовное производство по части 2 статьи 296 (хулиганство) Уголовного кодекса Украины.

### Избрание Главой Социалистической партии Украины
30 сентября 2017 Каплин на всеукраинском Съезде Социалистической партии Украины был избран Председателем партии. Между тем, в реестре политических партий Министерство юстиции вносит другое руководство, которое противоречит решению действующего политсовета СПУ. Минюст отказывается вносить в реестр изменения, продиктованные решением Высшего административного суда. Ранее СПУ возглавлял Александр Мороз, который в 2012 году передал полномочия председателя СПУ Павлу Устенко. В 2014 году на внеочередном ХХ съезде СПУ Устенко было выражено недоверие, а председателем СПУ стал Николай Рудьковский. В августе 2015-го Рудьковский был освобождён от должности по его же просьбе, а председателем избран Николай Садовой. На съезде, созванном Садовым в 2017 году, новым председателем СПУ был избран Каплин. Политсовет и политисполком СПУ резко осудили попытку «силового» захвата партии одиозным Ильёй Кивой, в начале 2018 г. пытавшемуся таким образом дискредитировать деятельность партии вообще. В связи с этим, Каплин инициировал судебный процесс против Кивы, обвинив того в шизофрении.

### Алименты
В феврале 2018 года в сеть попала запись из единого реестра должников который запустило Министерство юстиции Украины, где Каплин числится как должник по выплате алиментов. Позже Каплин опроверг данную информацию, заявив, что это «афера» и пообещав поговорить с министром юстиции Павлом Петренко «по-мужски».